# Scopula enzela
Scopula enzela är en fjärilsart som beskrevs av Louis Beethoven Prout 1935. Scopula enzela ingår i släktet Scopula och familjen mätare. Inga underarter finns listade.